# Šiaulių bankas
Šiaulių bankas (Siauliu Bank, Шяулю банкас; «Шяуляйський банк») — литовський комерційний банк, що надає фінансові послуги приватним та корпоративним клієнтам. Головний офіс розташований в м. Шяуляй.

## Діяльність
У 2005 прибуток банку склав 79 млн літів.